# Энтоку
Энтоку (яп. 延徳 энтоку) — девиз правления (нэнго) японского императора Го-Цутимикадо, использовавшийся с 1489 по 1492 год .

## Продолжительность
Начало и конец эры:
- 21-й день 8-й луны 3-го года Тёкё (по юлианскому календарю — 16 сентября 1489);
- 19-й день 7-й луны 4-го года Энтоку (по юлианскому календарю — 12 августа 1492).

## Происхождение
Название нэнго было заимствовано у древнекитайского мыслителя Мэн-цзы:「開延道徳」.

## События
даты по юлианскому календарю
- 26 апреля 1489 года (26-й день 3-й луны 1-го года Энтоку) — в возрасте 25 лет скончался сёгун Асикага Ёсихиса; разбитый горем отец Асикага Ёсимаса помирился со своим братом Ёсими[6];
- 27 января 1490 года (7-й день 1-й луны 2-го года Энтоку) — в возрасте 56 лет скончался бывший сёгун Ёсимаса[6];
- 1490 год (7-я луна 2-го года Энтоку) — Асикага Ёсимура (после 1501 года станет известен как Ёситанэ) стал новым сёгуном в возрасте 25 лет[6].

## Сравнительная таблица
Ниже представлена таблица соответствия японского традиционного и европейского летосчисления. В скобках к номеру года японской эры указано название соответствующего года из 60-летнего цикла китайской системы гань-чжи. Японские месяцы традиционно названы лунами.
| 1-й год Энтоку (Земляной Петух)       | 1-я луна       | 2-я луна*  | 3-я луна | 4-я луна* | 5-я луна  | 6-я луна* | 7-я луна  | 8-я луна*  | 9-я луна*               | 10-я луна  | 11-я луна* | 12-я луна  |                |
| ------------------------------------- | -------------- | ---------- | -------- | --------- | --------- | --------- | --------- | ---------- | ----------------------- | ---------- | ---------- | ---------- | -------------- |
| Юлианский календарь                   | 1 февраля 1489 | 3 марта    | 1 апреля | 1 мая     | 30 мая    | 29 июня   | 28 июля   | 27 августа | 25 сентября             | 24 октября | 23 ноября  | 22 декабря |                |
| 2-й год Энтоку (Металлическая Собака) | 1-я луна       | 2-я луна*  | 3-я луна | 4-я луна  | 5-я луна* | 6-я луна  | 7-я луна* | 8-я луна   | 8-я луна (високосная) * | 9-я луна   | 10-я луна* | 11-я луна* | 12-я луна      |
| Юлианский календарь                   | 21 января 1490 | 20 февраля | 21 марта | 20 апреля | 20 мая    | 18 июня   | 18 июля   | 16 августа | 15 сентября             | 14 октября | 13 ноября  | 12 декабря | 10 января 1491 |
| 3-й год Энтоку (Металлическая Свинья) | 1-я луна       | 2-я луна*  | 3-я луна | 4-я луна* | 5-я луна  | 6-я луна  | 7-я луна* | 8-я луна   | 9-я луна*               | 10-я луна  | 11-я луна* | 12-я луна  |                |
| Юлианский календарь                   | 9 февраля 1491 | 11 марта   | 9 апреля | 9 мая     | 7 июня    | 7 июля    | 6 августа | 4 сентября | 4 октября               | 2 ноября   | 2 декабря  | 31 декабря |                |
| 4-й год Энтоку (Водяная Крыса)        | 1-я луна*      | 2-я луна*  | 3-я луна | 4-я луна* | 5-я луна  | 6-я луна  | 7-я луна* | 8-я луна   | 9-я луна                | 10-я луна* | 11-я луна  | 12-я луна* |                |
| Юлианский календарь                   | 30 января 1492 | 28 февраля | 28 марта | 27 апреля | 26 мая    | 25 июня   | 25 июля   | 23 августа | 22 сентября             | 22 октября | 20 ноября  | 20 декабря |                |

* звёздочкой отмечены короткие месяцы (луны) продолжительностью 29 дней. Остальные месяцы длятся 30 дней.